# Kobry a užovky
Kobry a užovky je český dramatický film režiséra Jana Prušinovského a scenáristy Jaroslava Žváčka z roku 2015. Děj je zasazen do prostředí českého maloměsta.

## Výroba
Film se natáčel během března a dubna 2014, premiéra se udála v únoru 2015. Natáčelo se mj. v Kralupech nad Vltavou, Velvarech, Kladně a v Oráčově.

## Hudba
Ve filmu zazní píseň skupiny Květy „My děti ze stanice Bullerbyn“ (album Bílé včely, 2012) a píseň Žijeme len raz od Roberta Buriana. Dále jsou použity písně „Barák na vodstřel“ Aleše Brichty, „Tohle je ráj“ od Argemy, „Knoflíky lásky“ od Ivety Bartošové, „Země vzdálená“ od BSP.

## Obsazení
| Matěj Hádek      | Vojtěch „Užovka “ Šťastný |
| Kryštof Hádek    | Petr „Kobra“ Šťastný      |
| Jana Šulcová     | matka Vojtěcha a Petra    |
| Věra Kubánková   | babička Vojtěcha a Petra  |
| Vasil Fridrich   | Jindra Macháček           |
| Jan Hájek        | Tomáš, kamarád Vojtěcha   |
| Lucie Polišenská | Kača, partnerka Vojtěcha  |
| Lucie Žáčková    | Zůza, manželka Tomáše     |
| David Máj        | Ládík, společník Vojtěcha |

## Ocenění
Scénář filmu dostal již v roce 2011 cenu od Filmové nadace.
Film získal šest nominací v Cenách české filmové kritiky (nejlepší film, režie, scénář, ženský herecký výkon pro Lucii Žáčkovou a nejlepší mužský herecký výkon pro Kryštofa i Matěje Hádkovi), proměnil jednu nominaci pro Kryštofa Hádka.
V březnu 2016 získal film cenu Český lev za nejlepší film. Vyhrál však také v kategoriích nejlepší režie (Jan Prušinovský), nejlepší kamera (Petr Koblovský), nejlepší mužský herecký výkon (Matěj Hádek) a nejlepší mužský a ženský výkon ve vedlejších rolích (Kryštof Hádek a Lucie Žáčková).
 Dále získal dvě nestatutární ceny pro nejlepší plakát a Cenu filmových fanoušků. Nominace neproměnil v kategoriích nejlepší scénář, střih, zvuk, scénografie, kostýmy a masky.

## Recenze
- Kamil Fila, Respekt 7/2015
- František Fuka, FFFilm
- Mirka Spáčilová, iDNES.cz
- Vít Schmarc, Radio Wave